# Хусари
Хусар (мађ. huszár, изговор [], множ. ; пољ. Husarz (тешка коњица), Huzar (лака коњица); слч. Husár, хол. Huzaar) је назив за припадника разних видова лаке коњице, чије порекло потиче из Србије у 14. веку. Овај вид коњице су у Пољску и Мађарску донели српски ратници у избеглиштву и он је био употреби широм Европе од петнаестог, а у Латинској Америци од 18. века. Неке модерне војне јединице су у свом имену задржале име хусар из историјских и традиционалних разлога.
Током 18. и 19. века, хусарске јединице су формиране у многим европским армијама као лака коњица. Друга врста коњице били су пољски хусари Краљевине Пољске, а касније и Пољско-литванске државне заједнице.

## Порекло имена
Хусари су у раширеној употреби као вид нерегуларне лаке коњице били већ у 15. веку у Мађарској. Лингвисти су подељени око порекла њиховог имена. Многи од њих сматрају да реч потиче из српског језика као хусар, што је изведено из латинског корена cursus, што значи поход. Према Вебстеровом речнику, име је усвојено према мађарској речи huszár, која је опет настала од српске речи хусар (хусар, или гусар), односно од средњовековне латинске речи cursarius.
Другу варијанту ове теорије имали су византолози, који су тврдили да израз потиче из римске војне праксе и да су курсаријуси – брзи коњаници, употребљавани као извиђачки или ударни одреди, добили назив цанариои на грчком или чосариои на јерменском. Византијска армија је током десетог и 11. века у јединице цанариоија или чосариоија регрутовала највећим делом Србе, па је тако реч поново уведена у војну терминологију на западу према свом изворном значењу након пада Западног римског царства.

## Рана историја
Према историјским записима, прве хусаре су чиниле групе српских ратника које су прелазиле у јужну Мађарску након турског заузимања Србије крајем 14. века. Намесник краљевине Мађарске, Јанош Хуњади, формирао је од њих коњичке јединице за борбу против Османлија, мада је опште уврежено мишљење да је ове јединице први формирао његов син Матија Корвин. Матија Корвин је заслужан за каснију реорганизацију хусарских група у веће јединице и организовање сталне војне обуке. Први хусарски пукови били су јединице лаке коњице мађарске Црне армије. Под Матијином командом, хусари су учествовали у рату против Османлија 1485. године. Показали су се ефикасним како против Турака, тако и против Чеха и Пољака. Након смрти Матије Корвина, хусари остају најраширенији вид коњице у Мађарској. Аустријски цареви су ангажовали мађарске хусаре као најамнике за борбу против Османлија, као и на разним другим бојиштима широм Европе.

## Наоружање и тактика
Наоружање хусара се мењало током времена и варирало је од армије до армије. До 1600. чинили су га коњичка сабља, копље, дуг дрвени штит а опционо и лаки метални оклоп или једноставни кожни прслук. Копље је првобитно представљало главно оружје хусара. Могло је бити и различитих дужина и изгледа, у зависности од армије, али је за све типове заједничка била изворна српска конструкција шупљег копља. Израђивано је од јеловог дрвета лепљењем две уздужне половине, са каналом по дужини и врхом од каљеног челика. Уобичајени вид напада био је брзи јуриш у збијеној формацији против непријатељских пешадијских или коњичких јединица. Уколико први напад не би успео, хусари би се повукли ка својим пратећим јединицама, где би се прегруписали и снабдели новим копљима, да би затим кренули у нови јуриш.
Поред сабље и копља, пољски тешки хусари су обично били наоружани и са два пиштоља, малим округлим штитом и кончаром (пољ. koncerz), убодним мачем дугим до два метра, који се користио приликом јуриша након што би копље било поломљено, а често и наџацима. Поред тога, Пољаци су користили и тежи оклоп, који временом замењен оклопом од челичних плоча.
Хусари у Средњој и Западној Европи у 18. и 19. веку били су типично наоружани кривом сабљом, једним или два пиштоља које су носили у футролама на седлу и карабином.

## Савремене хусарске јединице
Данас традицију хусара настављају јединице армија Аргентине, Канаде, Данске, Француске, Холандије, Перуа, Шведске и Велике Британије.